# Drüben am Markt
Drüben am Markt ist eine Novelle von Theodor Storm. Sie entstand in Heiligenstadt und wurde erstmals 1861 in der Zeitschrift Über Land und Meer (Jg. 3, Bd. 6) veröffentlicht. In leicht überarbeiteter Form erschien sie noch im selben Jahr gemeinsam mit Veronica und Späte Rosen in dem Band Drei Novellen bei Schindler in Berlin. Unverändert wurde sie 1868 in Storms Schriften aufgenommen, und zwar mit der Datierung „Heiligenstadt 1860“.

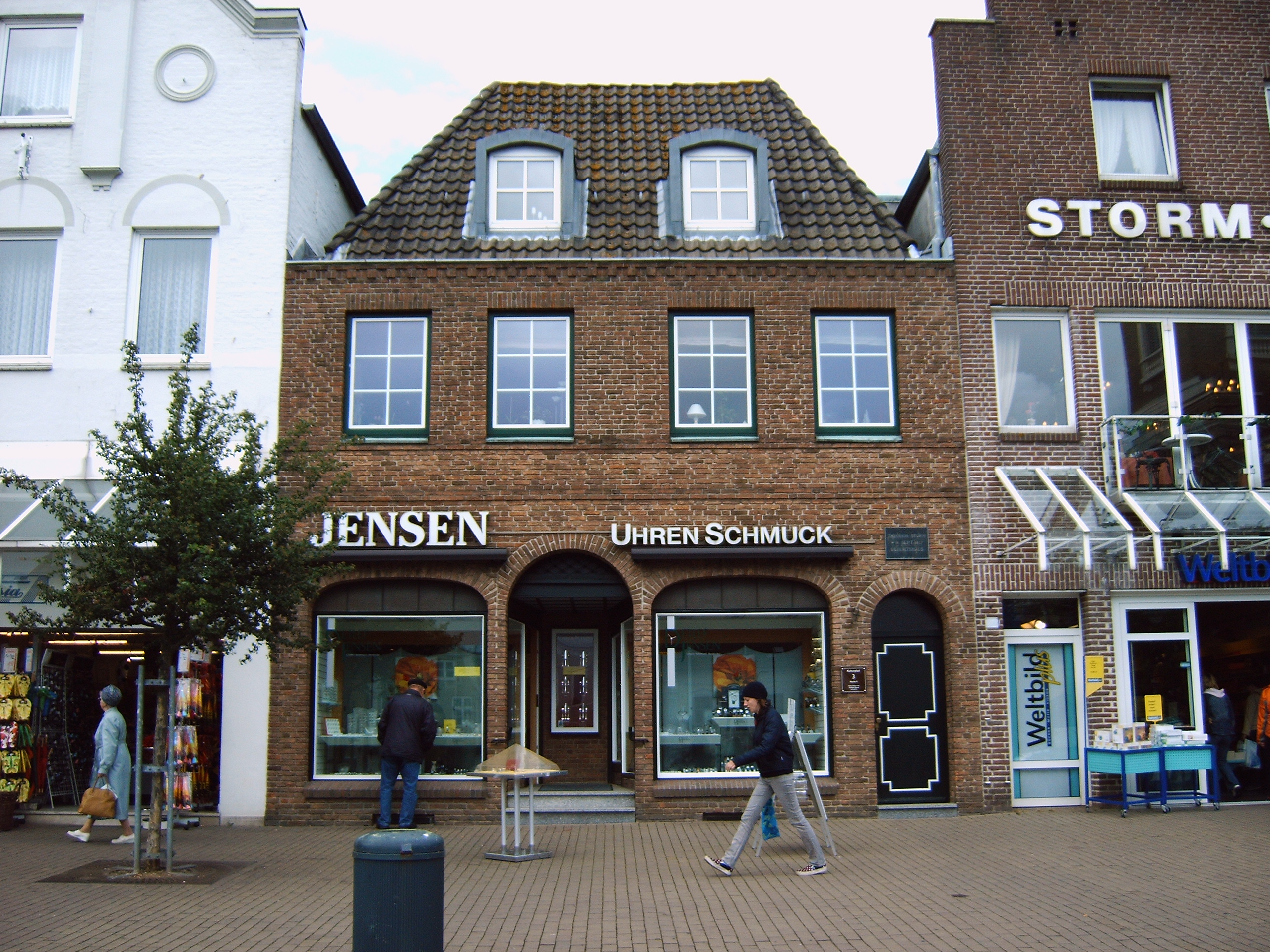
Theodor Storms Geburtshaus in Husum, Markt 9

## Inhalt
Die Rahmenerzählung setzt damit ein, dass ein älterer Arzt beim Angeln am Deich von einer Patientin gestört wird, in deren Begleitung er dann zu seiner Wohnung am Marktplatz der nahegelegenen Stadt zurückkehrt. Dort erfährt er von seiner Nichte, dass ein befreundeter Justizrat nach ihm geschickt habe, da dessen Frau an diesem Tag Geburtstag feiere. Der Doktor vertieft sich daraufhin in einen alten Aktenband, der die Krankengeschichte des längst verstorbenen Handlungsdieners Friedeberg enthält. Die Erinnerung Christophs – so der Vorname des Arztes – gleitet nun von Friedeberg hinüber zu dessen Vorgesetzten, dem ehemaligen zweiten Bürgermeister, und von diesem zu dessen Tochter Sophie, von der man am Schluss erfährt, dass sie die heutige Frau des Justizrates ist. Doch statt zur Feier ins direkt gegenüberliegende Haus des Ehepaares zu gehen, begibt sich der Doktor auf ein Glas Grog in eine Schenkstube.
In der Binnenerzählung wird von einer unpersönlichen Erzählerstimme aus Christophs Erinnerungsperspektive die verfehlte Liebesgeschichte des damals noch jungen Arztes mit der Bürgermeistertochter Sophie aufgerollt. Zu jener Zeit wohnte Christoph schon im selben altertümlichen Haus am Marktplatz der norddeutschen Kleinstadt, welche mit unverkennbarem Husumer Lokalkolorit beschrieben wird. Damals lebte er noch mit seiner längst verstorbenen Mutter, einer Schneiderwitwe, zusammen. Eines Abends wird er von Sophie, der Tochter des zweiten Bürgermeisters, dessen herrschaftliches Giebelhaus auf der gegenüberliegenden Seite des Marktes steht, abgeholt, um den alten Friedeberg zu versorgen, der einen Schlaganfall erlitten hatte. In Vertretung des eigentlich für die zahlungskräftigeren Bürger zuständigen Physikus besucht der Doktor in den folgenden Wochen regelmäßig das Patrizierhaus, doch nicht nur, um nach dem Kranken zu schauen. Denn an dem Wohlgefallen, mit dem er Sophies Agieren im Laden beobachtet, wo sie den rekonvaleszenten Handlungsdiener vertritt, lässt sich ablesen, dass er sich in die standeshöhere junge Frau verliebt hat. In der Folge kommt es zu schelmischen Plaudereien zwischen den beiden und zu einem gemeinsamen Contretanz im Kasino. Schließlich gesteht Christoph seiner Mutter und seinem besten Freund, dem späteren Justizrat, seine Gefühle für die Bürgermeistertochter ein und nimmt sich vor, um ihre Hand anzuhalten. Zunächst jedoch lässt er die Einrichtung für das von ihm ausersehene eheliche Wohngemach im oberen Stockwerk seines Hauses anfertigen. Sie besteht aus einem Sammelsurium eigentümlicher Gegenstände. Dazu gehören ein mit Mahagoni furniertes Sofa mit einem in die Rückenlehne eingelegten Täfelchen, das eine Hirschjagd darstellt, eine tropische Landschaftstapete mit Motiven aus Jacques-Henri Bernardin de Saint-Pierres Roman Paul et Virginie und eine Tafeluhr, auf der die spinnende Gestalt einer Parze sitzt. Nachdem das Zimmer eingerichtet ist, stellt der Doktor jedoch seine Besuche im Giebelhaus unvermittelt ein. Als er Sophie einmal zufällig mit anderen Mädchen im elterlichen Garten des zukünftigen Justizrates antrifft und sie ihn zum Tanz auffordert, lehnt er dies trotzig ab und schließt sich damit selbst aus der Gesellschaft der „feinen Leute“ aus. Dennoch schickt er kurz darauf den Freund als Boten zu ihr, doch sie beantwortet Christophs auf diesem Wege übermittelten Heiratsantrag nur mit dem lakonischen Satz „Ich kann es nicht.“
Damit sind die Hoffnungen des jungen Doktors auf ein zukünftiges Eheglück begraben. Später muss er mit ansehen, wie seine ehemalige Auserwählte den in der Zwischenzeit zum wirklichen Justizrat avancierten Freund heiratet, mit dem sie bis ins Alter eine glückliche Ehe führt. Im am Ende wiederaufgenommenen Erzählrahmen wird deutlich, dass den inzwischen etwa doppelt so alten Doktor, der Junggeselle geblieben ist, die quälenden Gedanken an seine entgangene Braut nie verlassen haben. Deshalb umgeht er auch die Einladung zur Geburtstagsfeier Sophies, der er in den letzten Jahren noch nachgekommen war. Zurück blieb ein verbitterter und einsamer ältlicher Mann, der sein Lebensglück verfehlt hat.

## Hintergrund
Mehrere Ortsangaben in der Novelle verweisen auf Storms Heimatstadt Husum. Die Lokalisierung des Wohnhauses des Doktors entspricht genau der Lage von Storms unweit des alten Rathauses gelegenen Geburtshaus. Dort, am Markt 9, hat er allerdings nur wenige Monate gelebt, bis die Familie in ein größeres Gebäude in der Neustadt 56 umzog. Auf der gegenüberliegenden Seite des Marktes stand ein großes kaufmännisches Giebelhaus, das in der Novelle vom zweiten Bürgermeister und seiner Tochter Sophie bewohnt wird. Ganz in der Nähe dieses Hauses führt noch heute die mehrfach erwähnte Twiete, eine enge, dunkle Gasse, vom Markt direkt zum Binnenhafen. Auch der in einiger Entfernung von der Stadt liegende Deich und das vom Amtmann bewohnte Schloss finden in der Novelle Erwähnung. Laage und Lohmeier vermuten, dass sich Storm die Anregungen zum Erzählstoff bei seinen Heimatbesuchen in Husum im August 1859 und im September 1860 geholt hat. Sie weisen auch darauf hin, dass die Schlusssätze der Novelle, in denen ein Bekannter in der Schenkstube ein „blasses“ Glas Grog für den Doktor bestellt, auf den Seekadetten Walter von Kaiserberg zurückgehen, der Storm 1860 in Heiligenstadt besucht hat und sich über dessen „blasses Glas“ Grog lustig machte. Das Mahagoni-Sofa mit der Hirschjagd-Intarsie, das zur Einrichtung des Ehezimmers in der Novelle gehört, befand sich in Storms Besitz und ist noch heute im Theodor-Storm-Haus in der Wasserreihe 31 in Husum zu besichtigen. Dort hängen auch die kolorierten Kupferstiche zu Paul et Virginie, die das Vorbild der tropischen Landschaftstapete in Christophs Ehegemach abgaben. Trotz dieser biografischen Bezüge weist der zwar nicht ohne Sympathie, aber mit einer durchgängigen ironischen Distanz beschriebene Protagonist keine Ähnlichkeiten mit seinem Autor auf.

## Interpretation
Wie in mehreren anderen Novellen Storms (z. B. Immensee, In St. Jürgen oder Aquis submersus) geht es in Drüben am Markt um das Nichtzustandekommen einer Liebesheirat, und auch hier lässt sich nicht eindeutig bestimmen, woran genau die sich anbahnende Paarbeziehung eigentlich scheitert. Verschiedene Interpreten sehen den Hauptgrund im Standesunterschied zwischen dem kleinbürgerlichen Schneidersohn und der Patriziertochter, so u. a. Stuckert, Ebersold, Bollenbeck und Jackson. Dagegen lässt sich allerdings einwenden, dass Christoph durch seinen akademischen Beruf ins städtische Bürgertum aufgestiegen ist und damit im Prinzip derselben sozialen Schicht angehört wie sein Freund, der Justizrat, der Sophie später heiraten wird. Zunächst scheint sich der Doktor auch tatsächlich Chancen auszurechnen, zumal die Bürgermeistertochter vom Standesdünkel ihres Vaters völlig frei ist, wie es die Szene im Laden illustriert, wo sie in Vertretung des erkrankten Handlungsdieners beim Verkauf hilft.
Eine andere vom Text angebotene Erklärung wäre, im unattraktiven Äußeren des Doktors und in seinem unbeholfenen Auftreten den Hauptgrund für die Ablehnung seines Heiratsantrags zu sehen (vgl. Fritz Böttger, Ingrid Schuster und Regina Fasold). Dem entspricht in der Szene, in der Christoph und Sophie im Krankenzimmer Friedebergs schelmisch miteinander plaudern, die ironisierende Konfrontation der Perspektiven der beiden jungen Leute, die zeigt, dass der Doktor sich Illusionen über seine Wirkung auf das Mädchen macht. Doch diese Illusionen lassen es nur umso rätselhafter erscheinen, wieso der Doktor, nachdem er das zukünftige Ehegemach ganz nach seinem Geschmack gestaltet hat, nichts mehr dafür tut, um Sophie für sich zu gewinnen. Denn nach der Genesung des alten Handlungsdieners zieht er sich völlig von ihr zurück, und als er sie einmal zufällig im Garten des Justizrats antrifft und von ihr beim Pfänderspiel zu einem Tanz aufgefordert wird, lehnt er dies hartnäckig ab. So gewinnt der Leser den Eindruck, dass er sich mit seinem neu eingerichteten Schmuckzimmer begnügen möchte, durch dessen Fenster er von nun an verträumte Blicke auf die gelegentlich über den Marktplatz huschende Mädchengestalt in ihrem wehenden Sommerkleide wirft. Auch dass er dem Rat seines Freundes, sich neu einzukleiden und zum Friseur zu gehen, nicht Folge leistet, deutet darauf hin, dass er gar nicht ernsthaft daran denkt, Sophie für sich zu gewinnen, sondern sich mit einem Traumbild zufriedengeben möchte. Allein seine Passivität und sein Verzicht auf ein gepflegteres Erscheinungsbild, also von ihm zu beeinflussende Faktoren, könnten Sophies Ablehnung seines Heiratsantrags hinreichend begründen, ohne dass sein von Natur aus unschönes Gesicht dabei eine wesentliche Rolle spielen müsste.
Christophs Handlungshemmung ist damit jedoch nicht erklärt. Christian Neumann sieht in der Antwort, mit der er die vom Freund überbrachte Abweisung Sophies kommentiert, einen Hinweis auf den eigentlichen Grund seiner Passivität: „Ich denke wohl kaum, daß es wegen meiner alten Mutter ist.“ Diese als Verneinung formulierte, ihm nur schwer von den Lippen gehende Erklärung benennt laut Neumann wohl die wahre Ursache, die sich durch die Raumsemantik des Textes und die symbolischen Verweise untermauern lässt: Anscheinend hindert die Treue zu seiner Mutter den Doktor unbewusst daran, die Verbindung mit Sophie ernsthaft in die Wege zu leiten; zugleich ist es aber die Mutter, die ihn ständig dazu auffordert, sich endlich eine Frau zu suchen. Christophs rätselhaftes Verhalten ist demnach ein Kompromissprodukt zwischen den beiden widersprüchlichen Forderungen, die von der Mutter ausgehen. Will er ihr treu bleiben, muss er sich eine Frau suchen, wodurch er ihr wiederum untreu würde: eine klassische Doppelbotschaft (double bind), wie sie Storm später noch einmal in der Altersnovelle Schweigen ausgestaltet. Zugleich muss Christoph seine von Sophies Schönheit entfachten erotischen Wünsche abwehren, was, wie es typisch für Storms Erzählweise ist, in einem Naturbild dargestellt wird, nämlich anhand des Liebesspiels zweier Schmetterlinge, das der abgewiesene Doktor in melancholischer Stimmung auf einem Spaziergang zum Deich beobachtet. Christophs quälendes Festhalten an seiner Neigung zu Sophie führt in Verbindung mit seiner Mutterfixierung zu seiner Einsamkeit im Alter. Nach dem Tod der Mutter wird ein Hund sein einziger Gefährte, eine andere Frau tritt nicht in sein Leben. Gelegentlich gibt er sich bei verstohlenen Besuchen in dem konservierten Dachzimmer, dem verräumlichten Phantom seines gescheiterten Ehetraums, der Erinnerung an eine verblichene Glücksvision hin, um „das Gleichgewicht seines Herzens“ aufrechtzuerhalten, doch am Schluss überwiegt die Verbitterung über ein gescheitertes Leben.